# مادة حيوية
مادة حيوية (بالإنجليزية: Biomaterial)‏ هو مصطلح يشير إلى المواد المصنعة والتي تستخدم في صناعة الأطراف الصناعية أو الأجهزة الطبية الأخرى من أجل زراعتها في جسم الإنسان والتي سوف تكون في تماس مباشر مع أنسجة الجسم وأعضاءه (مثال: أنابيب آلة نقل الدم من القلب إلى الرئتين).
لاحظ أن المواد الحيوية تختلف عن المواد ذات أصل حيوي مثل العظام. أيضا فان بعض المواد الحيوية تكون متعلقة بالتطبيق، فالمواد الحيوية الملائمة لتطبيق معين قد لا تلائم تطبيق آخر.
على الرغم من التقدم الكبير الحاصل في علم المواد، تبقى التقنية المعاصرة قاصرة عن تقديم أي مادة صنعية قابلة لتعويض أي جزء من الجسم الحي. على الرغم من وجود الكثير من الحلول الموجودة حالياً في استعمال بعض المواد في استبدال الأعضاء إلا أنه لا يمكن التوقع أبداً أن يعمل العضو البديل بنفس كفاءة العضو الأصلي. على سبيل المثال من الممكن استبدال جزء من عظم بجزء مصنع من سبيكة التيتانيوم التي لها متانة أعلى من العظم الأصلي إلا أنها تفتقد لخواص العظم في التأقلم على الحمولات المختلفة أو إصلاح التعب الميكانيكي الحاصل فيه بسبب الاستخدام عبر الزمن.

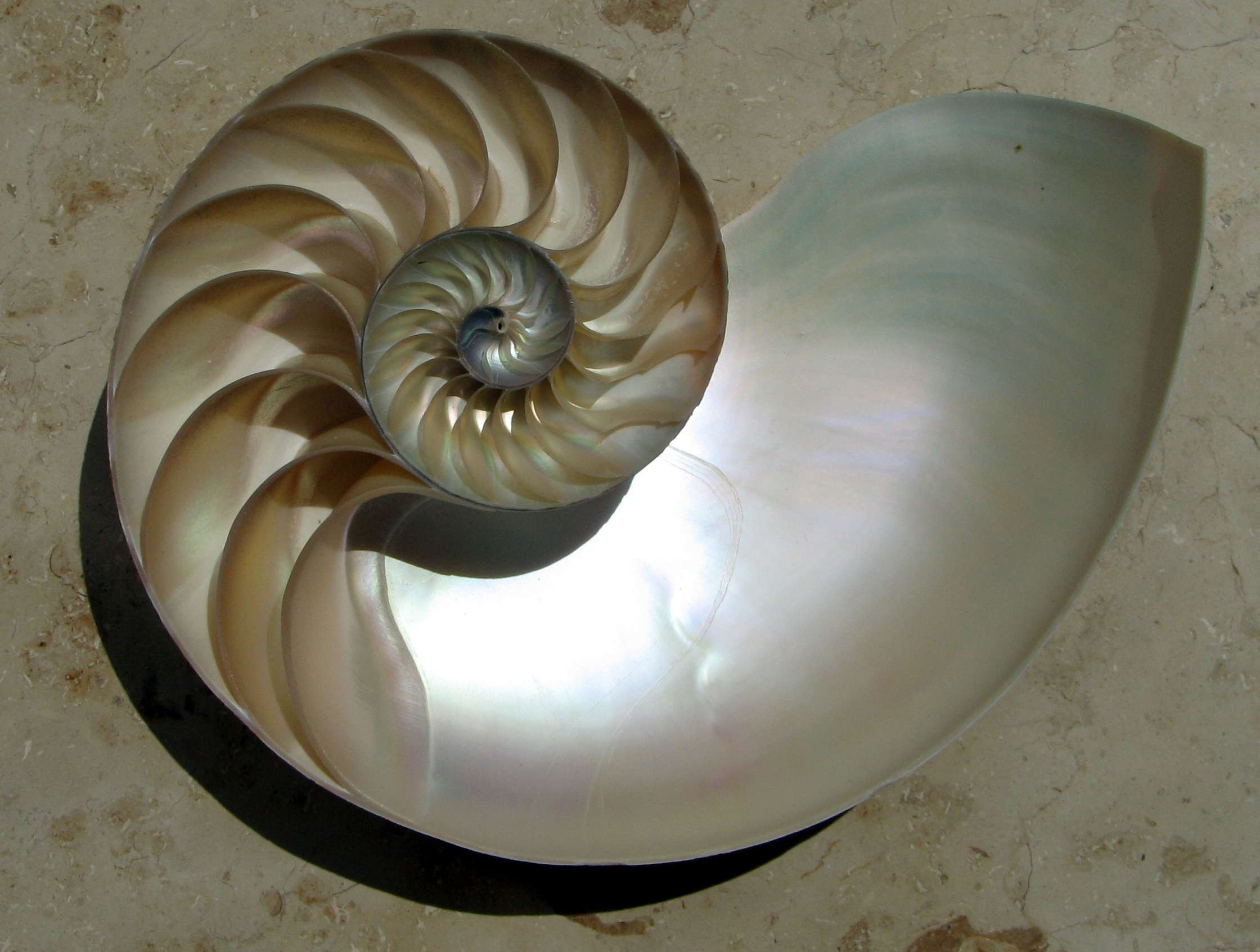
عرق اللؤلؤ قزحي الألوان داخل صدفة النوتلس.

## تاريخ
من الممكن تقسيم تاريخ تطور المادة الحيوية إلى ثلاث مراحل:
- قبل سنة 1850 تم استخدام المواد غير المعدنية كالخشب والعاج أو المعادن بشكلها العادي مثل الحديد، الذهب، الفضة، النحاس في تصنيع الأطراف الصناعية البسيطة كالأسنان والأنوف ومن أجل وصل العظام المكسورة حتى تلتئم. في سنة 1829 تم اختبار استخدام أسلاك الرصاص، الذهب، الفضة البلاتينيوم في الكلاب ولكن هذه المواد فشلت في تحقيق النتيجة المرجوة منها. من ناحية أخرى فإن الأشخاص لم يستطيعوا احتمال العمليات الجراحية الطويلة لتثبيت الأطراف الصناعية بدون تخدير.
- المرحلة الثانية كانت عند التطور السريع للجراحة كإجراء مخطط له على القيام بالجراحة أنه عمل إسعافي بين سنتي 1850 و 1925، مما ساعد على هذا هو اكتشاف الأشعة السينية من قبل فيلهلم كونراد رونتغن في أوائل القرن التاسع عشر مما كشف للمرة الأولى حقيقة مشاكل العظام.
- المرحلة الثالثة بدأت منذ سنة 1925 وحتى يومنا هذا، وبسبب التطور الكبير الحاصل في مختلف فروع الجراحة حصل ثلاث تطورات رئيسية على المواد الحيوية:

1. تطوير مادة كروم الكوبالت وسبائك الصلب بين ثلاثينات وأربعينات القرن العشرين
2. تطوير كيمياء البولميرات والبلاستيك بين الأربعينات والخمسينات
3. تطوير طرق إنتاج البنسلين والمضادات الحيوية بكميات كبيرة، مما ساعد على تقليل الالتهابات التي تحدث بعد العمليات الجراحية.

## مشاكل الأجهزة المزروعة
هناك العديد من المشاكل التي يجب على المواد الحيوية التغلب عليها منها:
1. يجب أن تكون المادة قابلة للتشكيل بالشكل المناسب بطريقة اقتصادية بدون تدني الخصائص الميكانيكية لها.
2. يجب أن لا تصدأ المواد بسبب تأثير سوائل الجسم، وهذه الخاصية ستؤدي لحماية المادة من التآكل الكيميائي والاحتكاكي
3. يجب أن لا تكون المادة سامة للمريض، وعليه يجب أن لا يدخل فيها أي مواد سامة، أو أن تكون هذه المواد مستقرة داخل المادة بشكل لا تخرج معه
4. يجب أن يكون من السهل تعقيم المادة الحيوية (باستخدام البخار، الإشعاع، أو غاز أكسيد الإتيلين)
5. يجب أن لا تنكسر المادة، إما بسبب الحمولات الفجائية الغير متوقعة، أو بسبب التعب بسبب التطبيق المتكرر للحمولات
6. يجب أن تكون خصائص المتانة والتعب متلائمة مع شكل العضو لتلائم الإجهاد المسموح، خصوصاً عند نقاط تركيز الإجهاد
7. يجب أن تعمل المادة لسنوات طويلة وليس فقط لسنة أو سنتين
8. يجب أن لا يؤدي تراكم الأيونات السامة التي من الممكن أن تنتج إلى أن تؤدي إلى تسمم أنسجة أو التهابات
9. يجب أن لا تنقل أنسجة الاتصال الإجهاد الحاصل فيها إلى الأنسجة المحيطة بها
10. يجب أن تصنع الأعضاء من مواد قابلة للإزالة والاستبدال في حال عطلها أو فشلها

| معامل المرونة (غيغا باسكال) | الإجهاد الأعظمي (%) | قوة الشد (ميغا باسكال) |    |
| --------------------------- | ------------------- | ---------------------- | -- |
| العظم                       | 2.4                 | 700                    | -- |
| Polyether urethane          | --                  | 700                    | 41 |
| غضروف (أضلاع)               | 1.5                 | 350                    | 13 |
| كولاجين (وتر)               | 500                 | 350                    | 35 |
| كيراتين                     | 2000                | 2                      | 30 |

## المواد الحيوية الشائعة الاستخدام
من الممكن تقسيم المواد الحيوية المصنعة بشكل أساسي إلى معادن، بولميرات، مواد سيراميكية ومركبات كربون. كل من هذه الأصناف من الممكن أن تحوي على العديد من المواد بأشكال مختلفة، مثل المواد الصلبة، الأغشية، الألياف، أو الطلاء. وتكون باستعمالات مختلفة منها الاستبدال الهيكلي للأعضاء، أو إصلاح الأعضاء التي تقوم بعمليات التبادل الكيميائي، تغليف العناصر الإلكترونية وغيرها.

### معادن
| اسم المادة                 | معامل المرونة (غيغا باسكال) | الإجهاد الأعظمي (%) | قوة الشد (ميغا باسكال) |
| -------------------------- | --------------------------- | ------------------- | ---------------------- |
| الصلب                      | 193                         | 10                  | 1000                   |
| مسبوكة كوبالت-كروم         | 235                         | 8                   | 670                    |
| كوبالت-كروم مشكل ميكانيكياً | 235                         | 12                  | 1170                   |
| سبيكة Ti-6Al-4V            | 117                         | 10                  | 900                    |
| تيتانيوم صرف               | 100                         | 15                  | 550                    |
| أكسيد الألمنيوم Al2O3      | 380                         | 0                   | 50                     |
| أباتيت                     | 62                          | 0                   | 690                    |
| خليطة كربون-سيليسيوم       | 21                          | 0                   | 690                    |

كانت سبائك الكروم-كوبالت هي من أوائل السبائك المقاومة للصدأ وأثبتت كفاءة كبيرة في العمليات الجراحية بدءاً من عام 1936 عندما تم استخدامها في الجراحة العظمية. وغالباً ما تستخدم في الأطراف الصناعية العظمية. تتوفر الكروم-كوبالت على شكل سبائك أو مشكلة ميكانيكياً مع الصلب، وتكون السبيكة المشكلة ميكانيكياً أمتن كما هو موضح في الجدول على اليسار.

### بولميرات
يتم تشكيل البولميرات على شكل القطع المرغوب باستخدامها، كما أنه من الممكن استخدامها بحقنها داخل قناة عظمية لتقويتها. غالباً مايتم إضافة مواد إضافية على البولميرات مثل الباريوم من أجل تحسين الخصائص الإشعاعية وبالتالي الحصول على صور شعاعية أوضح للأعضاء، أو مضادات التهاب من أجل تقليل ممانعة الجسم لهذه المواد.

### المواد السيراميكية
تمتلك المواد السيراميكية خصائص عالية جداً لاستخدامها كمواد حيوية إلا أنها قصفة مقارنة مع مواد الجسم مثل العظم. ولذلك فإن من أول تطبيقات المواد السيراميكية هو التغليف للمواد المعدنية من أجل تحسين سطوح التماس مع المعادن.

### المواد الكربونية
يعتبر الكربون على أنه أساس المواد العضوية.ولذلك فإنه من ناحية المبدأ سيكون مناسباً لتطبيقات المواد الحيوية. يمتلك الغرافيت خصائص شبكة بنيوية ضعيفة غير متناظرة ولكنها قوية نسبياً.
| اسم المادة                     | معامل المرونة (غيغا باسكال) | الإجهاد الأعظمي (%) | قوة الشد (ميغا باسكال) |
| ------------------------------ | --------------------------- | ------------------- | ---------------------- |
| مطاط السيليكون Silicone rubber | 2.4                         | 700                 | --                     |
| Polyether urethane             | --                          | 700                 | 41                     |
| بولمير بيون Bion Polymer       | 1.5                         | 350                 | 13                     |
| UHMWPE                         | 500                         | 350                 | 35                     |
| PMMA                           | 2000                        | 2                   | 30                     |
| TCF                            | 20000                       | --                  | 250                    |